# Port lotniczy Maota
Port lotniczy Maota (IATA: MXS) – port lotniczy zlokalizowany we wiosce Maota, na wyspie Savaiʻi (Samoa).

## Linie lotnicze i połączenia
- Polynesian Airlines (Faleololo, Asau, Pago Pago)